# Rio Maracanã (vattendrag i Brasilien, Pará, lat -1,01, long -47,69)
Rio Maracanã är ett vattendrag i Brasilien.   Det ligger i delstaten Pará, i den nordöstra delen av landet, 1 600 km norr om huvudstaden Brasília.
I omgivningarna runt Rio Maracanã växer huvudsakligen savannskog. Runt Rio Maracanã är det ganska glesbefolkat, med 38 invånare per kvadratkilometer.